# Слугина, Вера Васильевна
Вера Васильевна Слугина (род. 23 августа 1985 года) — российская боксёрша.

## Биография
Живёт и тренируется в Нижнем Тагиле.
Трижды (2009, 2010, 2011) становилась чемпионкой России, до этого становилась второй (2007) и третьей (2006, 2008).
Бронзовый призёр чемпионата Европы 2009 года.
На чемпионате мира 2010 года завоевала серебро.
В 2005 году окончила Нижнетагильский государственный педагогический колледж им. Демидова по профессии «Вычислительные машины». Окончила заочное отделение Уральского государственного университета физической культуры (Челябинск).
С 2013 года работает тренером-преподавателем ДЮСШ по боксу спортивного клуба «Спутник».